# Бесшокы (рудник)
Бесшокы — древний рудник на территории Шетского района Карагандинской области, в 140 км к юго-западу от Каркаралинска. С конца XIX века месторождение изучалось А.Сборовским, Г. Д. Романовским, B.C. Реутовским, А. И. Левшиным, Е.Бекмухаметовым и др. Бесшокы освоен племенами эпохи бронзы (2 тыс. до н. э.). Руда Бесшокы охарактеризована Западно-Сибирской экспедицией Алтайского горного региона (1816, рук. И. П. Шангин), которая обнаружила запасы свинца, серебристо-свинцовой охры, малахита и меди. В середине XIX века рудником владел С. Попов. Назывался «Царице-Мариинским».